# Coppa Intertoto 1991
La Coppa Intertoto 1991, detta anche Coppa d'Estate 1991, è stata la venticinquesima edizione di questa competizione (la trentunesima, contando anche quelle della Coppa Rappan) gestita dalla SFP, la società di scommesse svizzera.
Non era prevista la fase finale fra le vincitrici della fase a gironi della fase estiva. Le squadre che si imponevano nei singoli raggruppamenti venivano considerate tutte vincenti a pari merito e ricevevano, oltre ad un piccolo trofeo, un cospicuo premio in denaro.

## Squadre partecipanti
- In giallo le vincitrici dei gironi.

| Girone | Austria            | Bulgaria          | Cecoslovacchia      | Danimarca | Germania        | Israele            | Polonia        | Romania            | Svezia         | Svizzera        | Ungheria  |
| 1      | -                  | -                 | Slovan Bratislava   | -         | -               | -                  | -              | -                  | Malmö FF       | Neuchâtel Xamax | Tatabánya |
| 2      | -                  | -                 | -                   | Lyngby    | -               | -                  | Zagłębie Lubin | -                  | IFK Norrköping | Losanna         | -         |
| 3      | Austria Salisburgo | -                 | -                   | Ikast FS  | Hallescher      | -                  | -              | -                  | -              | -               | Vác       |
| 4      | -                  | -                 | Dukla B.B.          | Silkeborg | Energie Cottbus | -                  | -              | -                  | Hammarby       | -               | -         |
| 5      | Austria Vienna     | -                 | Union Cheb          | B 1903    | -               | -                  | -              | -                  | Djurgården     | -               | -         |
| 6      | -                  | -                 | -                   | Frem      | -               | -                  | -              | -                  | -              | Grasshoppers    | Siófok    |
| 7      | Sturm Graz         | Pirin Blagoevgrad | -                   | -         | Bayer Uerdingen | -                  | -              | -                  | Öster          | -               | -         |
| 8      | -                  | Botev Plovdiv     | DAC Dunajská Streda | -         | -               | -                  | -              | Rapid Bucarest     | -              | -               | -         |
| 9      | Swarovski Tirol    | -                 | -                   | -         | -               | -                  | -              | Sportul Studențesc | -              | Lugano          | -         |
| 10     | -                  | -                 | -                   | -         | Saarbrücken     | Hapoel Petah Tiqwa | -              | -                  | Örebro         | -               | -         |
| 10     | -                  | -                 | -                   | -         | Saarbrücken     | Maccabi Haifa      | -              | -                  | Örebro         | -               | -         |

## Risultati
Date: 29 giugno (1ª giornata), 3 luglio (2ª giornata), 6 luglio (3ª giornata), 10 luglio (4ª giornata), 13 luglio (5ª giornata) e 17 luglio 1991 (6ª giornata). Alcune gare sono state recuperate il 20 luglio.

### Girone 1
| Squadra           | Pti | G | V | N | P | GF | GS | DR  |
| ----------------- | --- | - | - | - | - | -- | -- | --- |
| Neuchâtel Xamax   | 10  | 6 | 4 | 2 | 0 | 14 | 3  | +11 |
| Slovan Bratislava | 5   | 6 | 1 | 3 | 2 | 10 | 11 | −1  |
| Malmö FF          | 5   | 6 | 0 | 5 | 1 | 5  | 6  | −1  |
| Tatabánya         | 4   | 6 | 1 | 2 | 3 | 5  | 14 | −9  |

|           | Xam | Slo | Mal | Tat |
| --------- | --- | --- | --- | --- |
| Xamax     |     | 2-2 | 0-0 | 5-0 |
| Slovan    | 0-2 |     | 1-1 | 4-2 |
| Malmö     | 1-2 | 2-2 |     | 0-0 |
| Tatabánya | 0-3 | 2-1 | 1-1 |     |

### Girone 2
| Squadra        | Pti | G | V | N | P | GF | GS | DR  |
| -------------- | --- | - | - | - | - | -- | -- | --- |
| Losanna        | 10  | 6 | 5 | 0 | 1 | 22 | 7  | +15 |
| Lyngby         | 8   | 6 | 4 | 0 | 2 | 16 | 12 | +4  |
| Zagłębie Lubin | 5   | 6 | 2 | 1 | 3 | 9  | 17 | −8  |
| IFK Norrköping | 1   | 6 | 0 | 1 | 5 | 8  | 19 | −11 |

|            | Los | Lyn | Lub | Nor |
| ---------- | --- | --- | --- | --- |
| Losanna    |     | 4-1 | 8-1 | 3-1 |
| Lyngby     | 3-1 |     | 3-0 | 3-1 |
| Lubin      | 1-3 | 3-0 |     | 2-1 |
| Norrköping | 0-3 | 3-6 | 2-2 |     |

### Girone 3
| Squadra            | Pti | G | V | N | P | GF | GS | DR |
| ------------------ | --- | - | - | - | - | -- | -- | -- |
| Austria Salisburgo | 10  | 6 | 4 | 2 | 0 | 7  | 2  | +5 |
| Hallescher         | 7   | 6 | 3 | 1 | 2 | 13 | 6  | +7 |
| Vác                | 5   | 6 | 2 | 1 | 3 | 8  | 11 | −3 |
| Ikast FS           | 2   | 6 | 1 | 0 | 5 | 4  | 13 | −9 |

|            | Aus | Hal | Vác | Ika |
| ---------- | --- | --- | --- | --- |
| Austria    |     | 0-0 | 1-1 | 2-0 |
| Hallescher | 0-1 |     | 5-1 | 5-2 |
| Vác        | 1-2 | 2-1 |     | 2-0 |
| Ikast      | 0-1 | 0-2 | 2-1 |     |

### Girone 4
| Squadra         | Pti | G | V | N | P | GF | GS | DR |
| --------------- | --- | - | - | - | - | -- | -- | -- |
| Dukla B.B.      | 10  | 6 | 5 | 0 | 1 | 11 | 3  | +8 |
| Silkeborg       | 8   | 6 | 4 | 0 | 2 | 13 | 9  | +4 |
| Hammarby        | 4   | 6 | 2 | 0 | 4 | 8  | 12 | −4 |
| Energie Cottbus | 2   | 6 | 1 | 0 | 5 | 4  | 12 | −8 |

|           | Duk | Sil | Ham | Ene |
| --------- | --- | --- | --- | --- |
| Dukla     |     | 2-0 | 0-1 | 1-0 |
| Silkeborg | 1-4 |     | 4-1 | 4-1 |
| Hammarby  | 1-2 | 1-3 |     | 3-0 |
| Energie   | 0-2 | 0-1 | 3-1 |     |

### Girone 5
| Squadra        | Pti | G | V | N | P | GF | GS | DR |
| -------------- | --- | - | - | - | - | -- | -- | -- |
| B 1903         | 10  | 6 | 5 | 0 | 1 | 13 | 5  | +8 |
| Austria Vienna | 8   | 6 | 4 | 0 | 2 | 9  | 6  | +3 |
| Djurgården     | 3   | 6 | 1 | 1 | 4 | 5  | 8  | −3 |
| Union Cheb     | 3   | 6 | 1 | 1 | 4 | 2  | 10 | −8 |

|            | 1903 | Aus | Dju | ni  |
| ---------- | ---- | --- | --- | --- |
| B 1903     |      | 1-0 | 2-3 | 3-0 |
| Austria    | 1-3  |     | 1-0 | 4-1 |
| Djurgården | 1-2  | 1-2 |     | 0-0 |
| Union      | 0-2  | 0-1 | 1-0 |     |

### Girone 6
| Squadra         | Pti      | G        | V        | N        | P        | GF       | GS       | DR       |
| --------------- | -------- | -------- | -------- | -------- | -------- | -------- | -------- | -------- |
| Grasshoppers    | 5        | 4        | 2        | 1        | 1        | 5        | 5        | 0        |
| Siófok          | 4        | 4        | 1        | 2        | 1        | 8        | 6        | +2       |
| Frem            | 3        | 4        | 1        | 1        | 2        | 8        | 10       | −2       |
| Olimpia Lubiana | ritirato | ritirato | ritirato | ritirato | ritirato | ritirato | ritirato | ritirato |

|              | Gra | Sió | Fre |
| ------------ | --- | --- | --- |
| Grasshoppers |     | 1-0 | 3-2 |
| Siófok       | 1-1 |     | 3-3 |
| Frem         | 2-0 | 1-4 |     |

### Girone 7
| Squadra           | Pti | G | V | N | P | GF | GS | DR |
| ----------------- | --- | - | - | - | - | -- | -- | -- |
| Bayer Uerdingen   | 7   | 6 | 3 | 1 | 2 | 7  | 6  | +1 |
| Pirin Blagoevgrad | 6   | 6 | 2 | 2 | 2 | 6  | 4  | +2 |
| Öster             | 6   | 6 | 1 | 4 | 1 | 6  | 5  | +1 |
| Sturm Graz        | 5   | 6 | 2 | 1 | 3 | 5  | 9  | −4 |

|       | Bay | Pir | Öst | Stu |
| ----- | --- | --- | --- | --- |
| Bayer |     | 1-0 | 2-1 | 3-1 |
| Pirin | 2-0 |     | 1-1 | 2-0 |
| Öster | 1-1 | 0-0 |     | 2-0 |
| Sturm | 1-0 | 2-1 | 1-1 |     |

### Girone 8
| Squadra             | Pti      | G        | V        | N        | P        | GF       | GS       | DR       |
| ------------------- | -------- | -------- | -------- | -------- | -------- | -------- | -------- | -------- |
| DAC Dunajská Streda | 6        | 4        | 3        | 0        | 1        | 10       | 3        | +7       |
| Rapid Bucarest      | 4        | 4        | 2        | 0        | 2        | 3        | 9        | −6       |
| Botev Plovdiv       | 2        | 4        | 1        | 0        | 3        | 8        | 9        | −1       |
| Rot-Weiss Essen     | ritirato | ritirato | ritirato | ritirato | ritirato | ritirato | ritirato | ritirato |

|       | DAC | Rap | Bot |
| ----- | --- | --- | --- |
| DAC   |     | 3-0 | 4-1 |
| Rapid | 1-0 |     | 2-1 |
| Botev | 1-3 | 5-0 |     |

### Girone 9
| Squadra            | Pti      | G        | V        | N        | P        | GF       | GS       | DR       |
| ------------------ | -------- | -------- | -------- | -------- | -------- | -------- | -------- | -------- |
| Swarovski Tirol    | 6        | 4        | 3        | 0        | 1        | 11       | 4        | +7       |
| Lugano             | 4        | 4        | 2        | 0        | 2        | 7        | 6        | +1       |
| Sportul Studențesc | 2        | 4        | 1        | 0        | 3        | 4        | 12       | −8       |
| Budućnost          | ritirato | ritirato | ritirato | ritirato | ritirato | ritirato | ritirato | ritirato |

|         | Tir | Lug | Spo |
| ------- | --- | --- | --- |
| Tirol   |     | 2-1 | 6-0 |
| Lugano  | 2-1 |     | 4-1 |
| Sportul | 1-2 | 2-0 |     |

### Girone 10
| Squadra            | Pti | G | V | N | P | GF | GS | DR  |
| ------------------ | --- | - | - | - | - | -- | -- | --- |
| Örebro             | 11  | 6 | 5 | 1 | 0 | 11 | 4  | +7  |
| Saarbrücken        | 8   | 6 | 3 | 2 | 1 | 23 | 10 | +13 |
| Maccabi Haifa      | 4   | 6 | 2 | 0 | 4 | 6  | 17 | −11 |
| Hapoel Petah Tiqwa | 1   | 6 | 0 | 1 | 5 | 8  | 17 | −9  |

|             | Öre | Saa | Mac | Hap |
| ----------- | --- | --- | --- | --- |
| Örebro      |     | 2-2 | 1-0 | 1-0 |
| Saarbrücken | 1-2 |     | 5-1 | 7-3 |
| Maccabi     | 0-3 | 0-6 |     | 2-0 |
| Hapoel      | 1-2 | 2-2 | 2-3 |     |